# لارس يوهانسون (لاعب هوكي الجليد)
لارس يوهانسون (بالسويدية: Lars Johansson)‏ هو لاعب هوكي الجليد سويدي، ولد في 11 يوليو 1987 في Avesta Municipality ‏ في السويد.

## وصلات خارجية
- لارس يوهانسون على موقع دوري الهوكي الوطني (الإنجليزية)
- لارس يوهانسون على موقع دوري الهوكي للقارات (الإنجليزية)
- لارس يوهانسون على موقع EliteProspects.com (الإنجليزية)
- لارس يوهانسون على موقع Eurohockey.com (الإنجليزية)
- لارس يوهانسون على موقع HockeyDB.com (الإنجليزية)
- لارس يوهانسون على موقع أوليمبيديا (الإنجليزية)
- لارس يوهانسون على موقع اللجنة الأولمبية السويدية (السويدية)